# Anastatica hierochuntica
La rosa di Gerico (Anastatica hierochuntica L.) è una pianta della famiglia delle Brassicaceae, unica specie del genere Anastatica L..

## Etimologia
Il nome è dovuto al fatto che è originaria del Medio Oriente, e che si immagina originaria di Gerico.
In altre lingue è anche conosciuta come rosa di Fatima.

## Descrizione
È una piccola specie erbacea che raramente cresce più di 15 centimetri, produce piccoli fiori bianchi.

## Biologia
Il ciclo vitale di questa specie annuale si conclude all'inizio della stagione secca, quando la pianta disidratandosi ripiega i rami in una massa sferoidale compatta. Questo protegge i semi e ne previene una dispersione prematura. I semi dormienti possono rimanere vitali per anni. Quando bagnata, i rami si allargano e i semi vengono dispersi dalla pioggia battente. Nel giro di poche ore questi germogliano e danno vita alla nuova generazione.
Il processo di ripiegamento e distensione dei rami è completamente reversibile e può avvenire molte volte. Dato il ciclo annuale della pianta, questa muore all'inizio della stagione secca.
Una pianta apparentemente simile per comportamento è Selaginella lepidophylla, che diversamente dalla Anastatica hierochuntica L. è una felce perenne e quindi non produce fiori.
Mentre la Anastatica a fine ciclo vitale dissecca e come detto muore, la citata Selaginella è detta "pianta della resurrezione", dato che in effetti anche se molto disidratata ed apparentemente morta, può "rivivere", essendo perenne.

## Distribuzione e habitat
La specie è diffusa in Nord Africa, Asia occidentale, e ad est fino al Pakistan.